# William Karush
William Karush (* 1. März 1917 in Chicago; † 22. Februar 1997) war ein US-amerikanischer Mathematiker.
Karush studierte Mathematik an der University of Chicago mit dem Master-Abschluss 1939 und der Promotion 1942 bei Magnus Hestenes (Isoperimetric problems and Index theorems in the Calculus of Variations). Im Zweiten Weltkrieg arbeitete er in Chicago und Oak Ridge (Tennessee) am Manhattan-Projekt. Er war einer der 70 Wissenschaftler, die die Szilard-Petition gegen den Einsatz der Atombombe unterschrieben. Ab 1945 war er Instructor und dann Associate Professor an der University of Chicago, bevor er 1956 in die Industrie ging (zunächst zur Ramo-Wooldridge Corporation, ab 1958 zur System Development Corporation), und im Bereich Operations Research arbeitete. 1967 bis zur Emeritierung 1987 war er Mathematik-Professor an der California State University in Northridge. Er starb in Kalifornien an Komplikationen einer Operation.
Er befasste sich mit Mathematischer Optimierung, Operations Research, Variationsrechnung und Dynamischer Optimierung. Karush und seine Frau Rebecca waren enge Freunde des Vaters der Dynamischen Optimierung Richard Bellman.
1939 führte er in seiner Master-Arbeit (Minima of Functions of Several Variables with Inequalities as Side Constraints) bei Lawrence M. Graves die Karush-Kuhn-Tucker-Bedingungen ein, die aber erst nach einer Konferenz-Veröffentlichung von Harold W. Kuhn und Albert W. Tucker bekannt wurden und zusätzlich nach diesen benannt sind. Karush hatte seine Ergebnisse nicht veröffentlicht und sie wurden durch Kuhn und Tucker unabhängig wiederentdeckt. Lange Zeit wurde es nur Satz von Kuhn-Tucker genannt, bis die Vorgängerrolle von Karush aufgedeckt wurde (wobei Kuhn selbst in mehreren Publikationen zur Geschichte beteiligt war). Die Master-Arbeit von Karush enthält auch die Fritz-John-Bedingungen. Karush gab später als Begründung dafür, dass er sein Ergebnis nicht veröffentlichte an, dass es damals nur ein Nebenprodukt im damals noch bestehenden Chicagoer Seminar zur Variationsrechnung war (ein Zwischenschritt auf seinem Weg zum Ph. D.)  und sich die späteren Anwendungen in der Mathematischen Optimierung noch nicht abzeichneten.
Er gab zwei Mathematik-Lexika bzw. Wörterbücher heraus.
Er war verheiratet und hatte einen Sohn und eine Tochter.